# ADX
ADX — заснований на АДІКМ фірмовий формат стиснення з втратами і зберігання звукозапису, розроблений CRI Middleware спеціально для використання в відеоіграх. Найбільш характерна особливість — можливість зациклити звукозапис, що робить застосування формату зручним для використання як фонової музики в різних іграх, що підтримують цей медіаконтейнер. Його підтримують безліч ігор для SEGA Dreamcast деякі ігри для PlayStation 2 і GameCube. Однією з перших ігор, які використовували ADX, була Burning Rangers на базі Sega Saturn. Найбільш помітно використовувався в іграх серії Sonic the Hedgehog, починаючи з покоління Dreamcast, аж до гри Shadow the Hedgehog, в якій цей формат використовувався для запису музики й голосів персонажів.
Поверх основного кодування АДІКМ, набір інструментів ADX також включає споріднений формат AHX, який використовує варіант специфікації звукозапису MPEG-2 для запису голосу та архівування, а також AFS для зберігання збірки декількох доріжок ADX і AHX в одному файлі мультимедіа контейнера.